# ستيفن آدامز (سياسي)
ستيفن آدامز (بالإنجليزية: Stephen Adams)‏ هو قاضي ومحامي وسياسي أمريكي، ولد في 17 أكتوبر 1807 في بيندلتون في الولايات المتحدة، وتوفي في 1 مايو 1857 في ممفيس في الولايات المتحدة. حزبياً، نشط في الحزب الديمقراطي.

## مناصب
- انتخب عضو مجلس ولاية تينيسي.
- انتخب عضو مجلس نواب مسيسيبي.
- انتخب عضو مجلس النواب الأمريكي.
- انتخب عضو مجلس الشيوخ الأمريكي.